# 肉身成道圣玛利亚圣殿都主教座堂

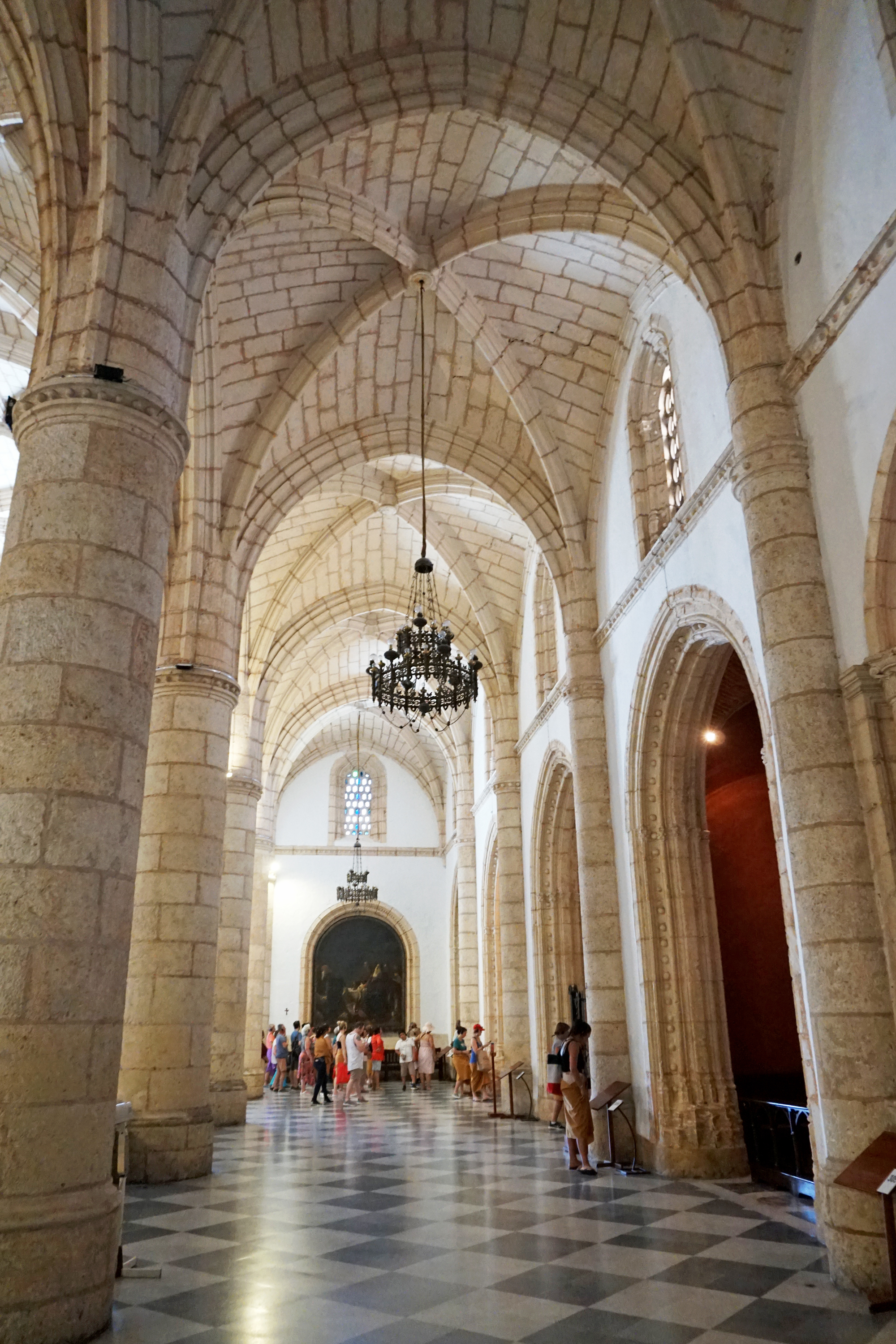
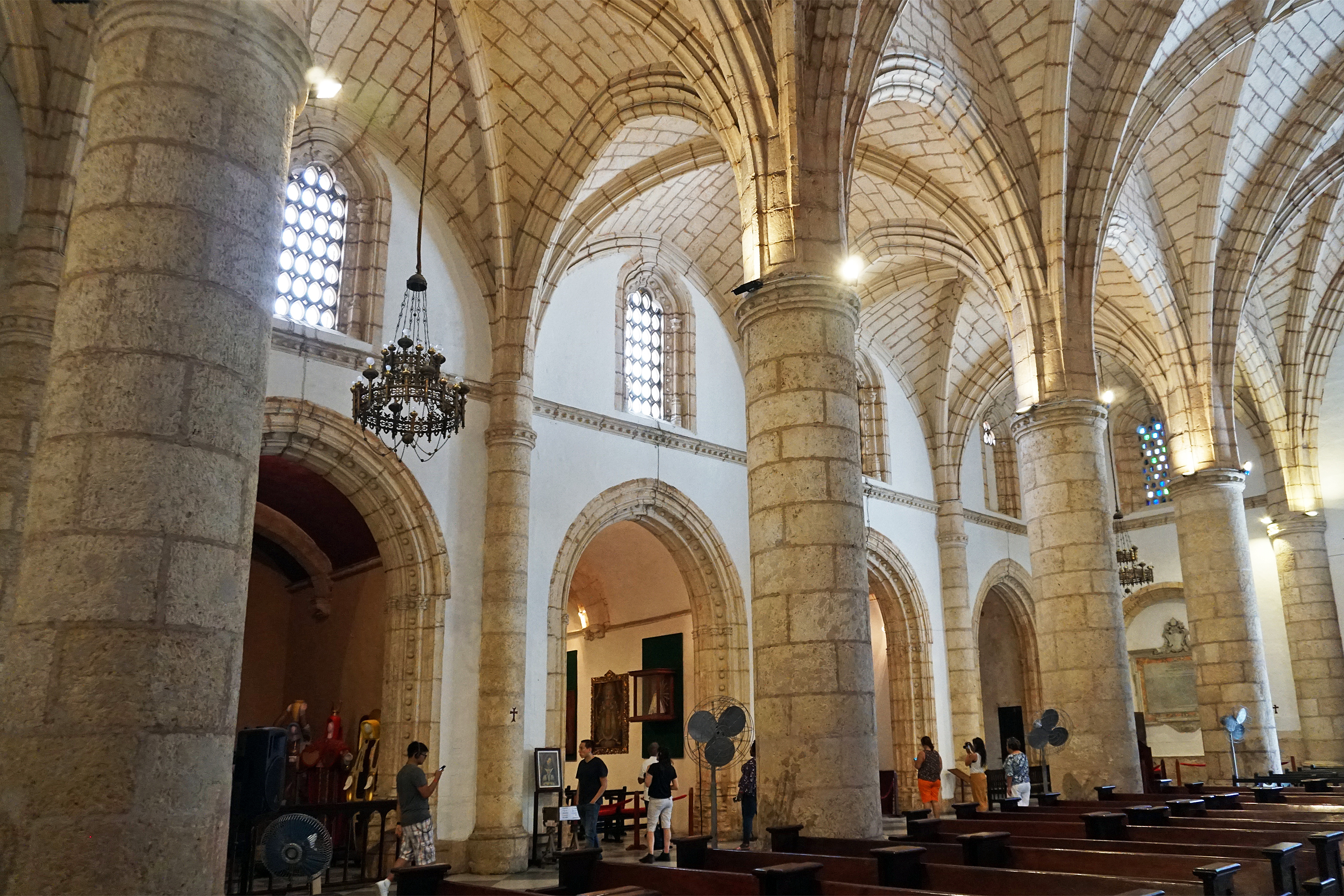
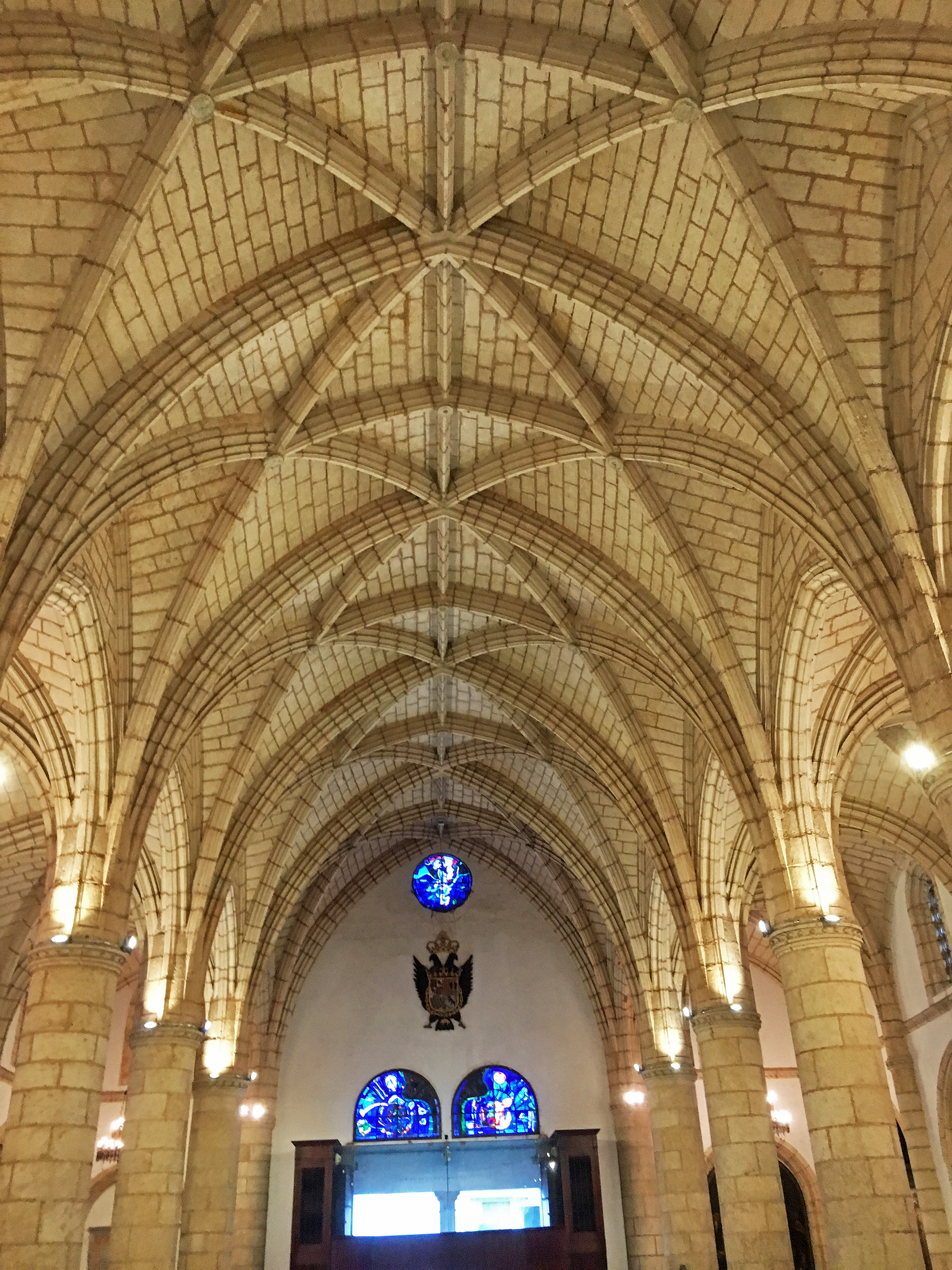
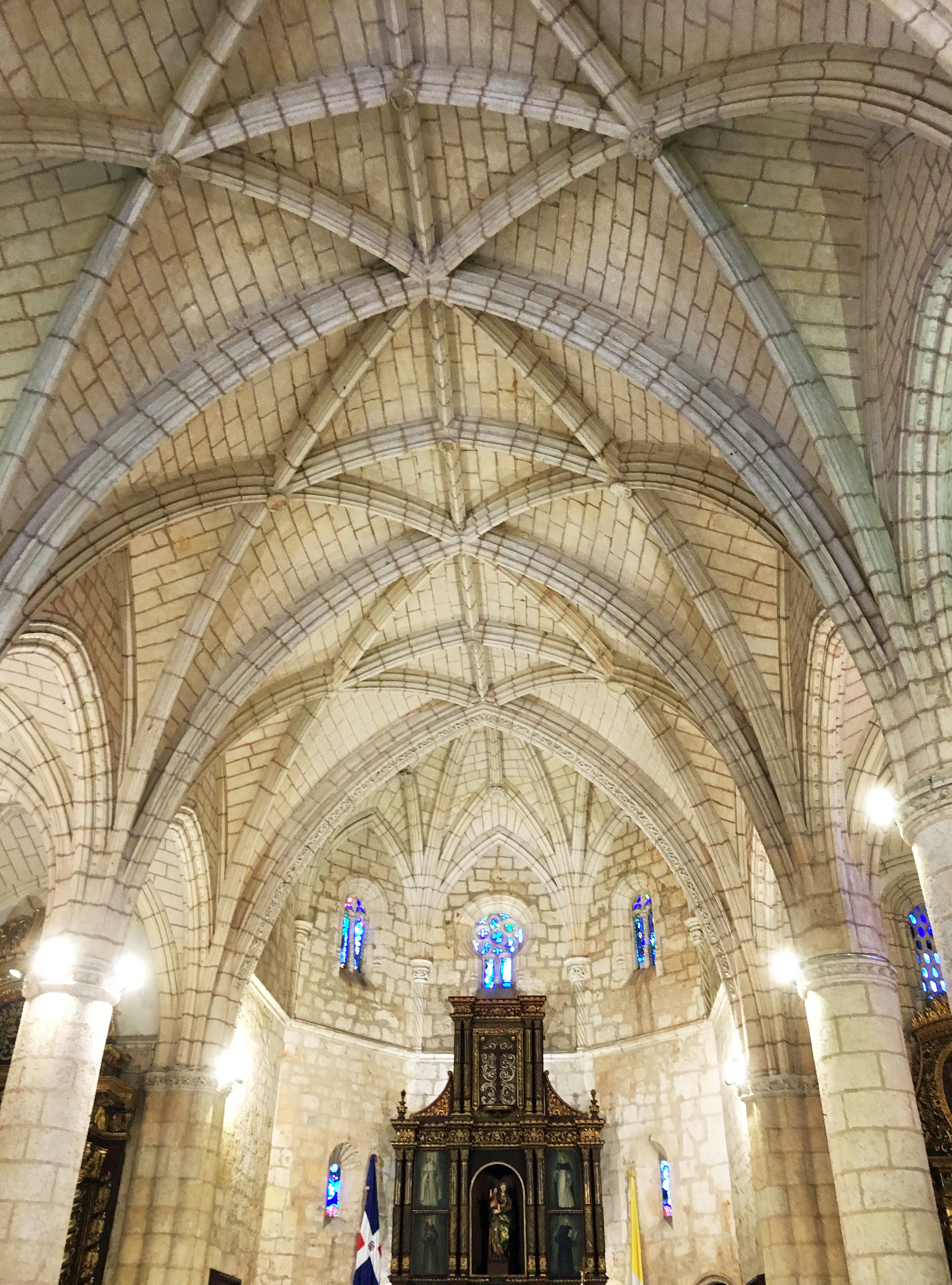
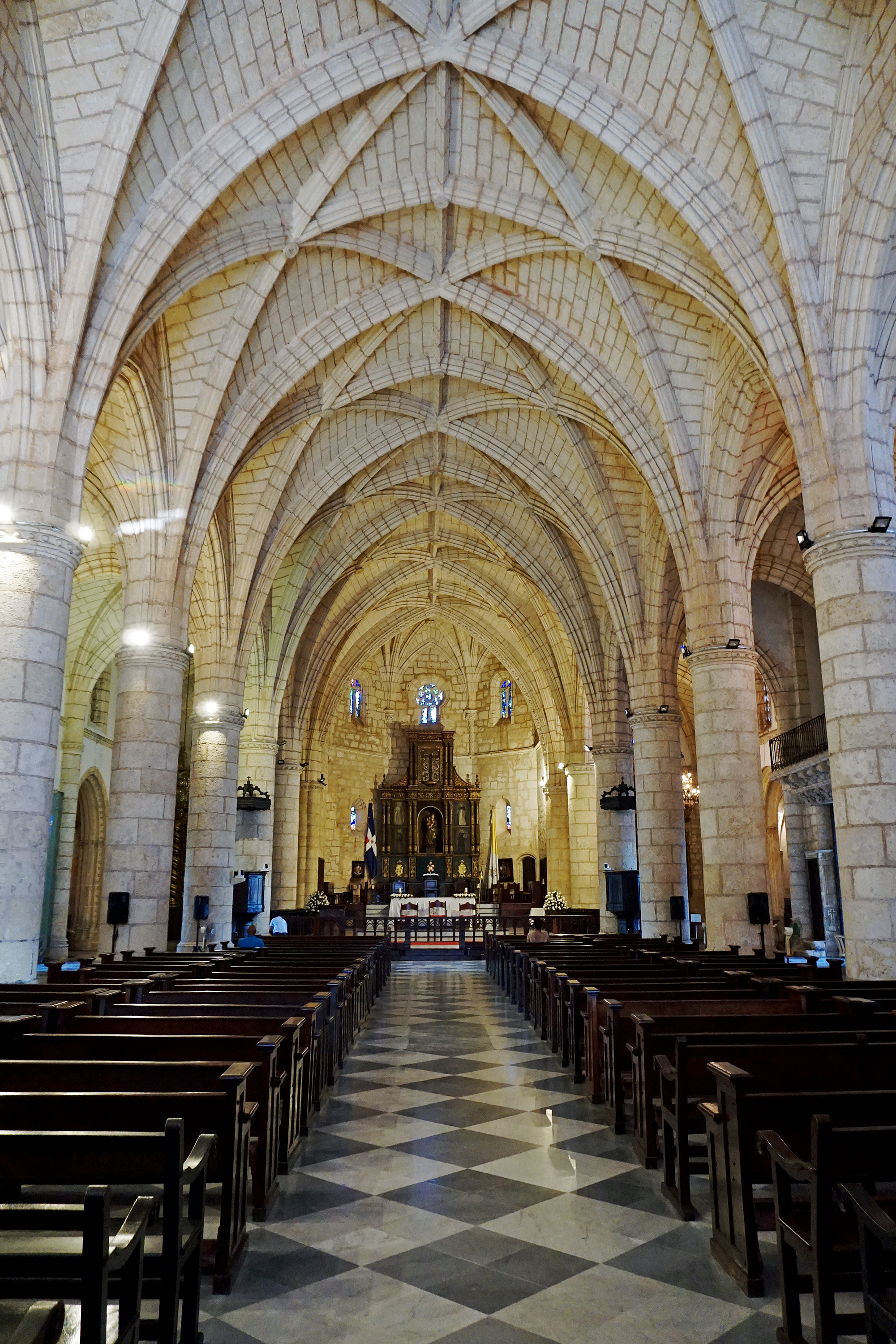
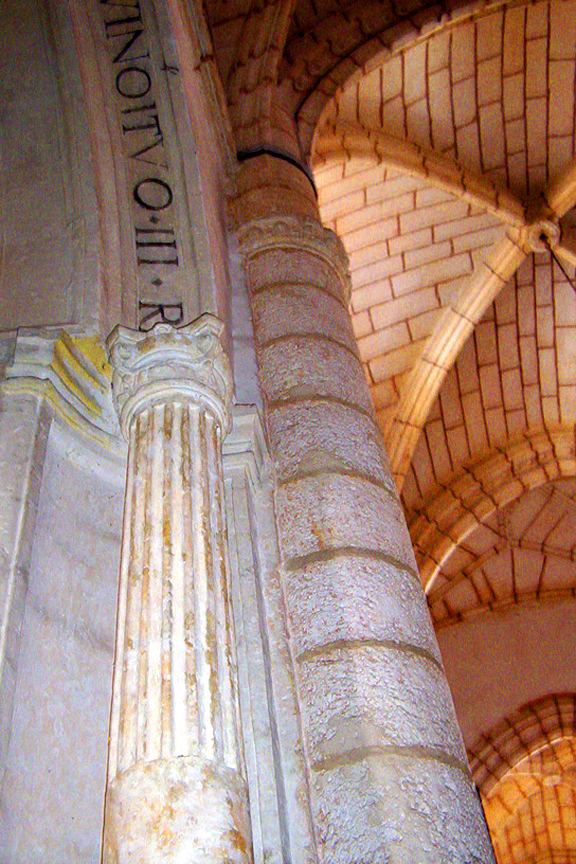
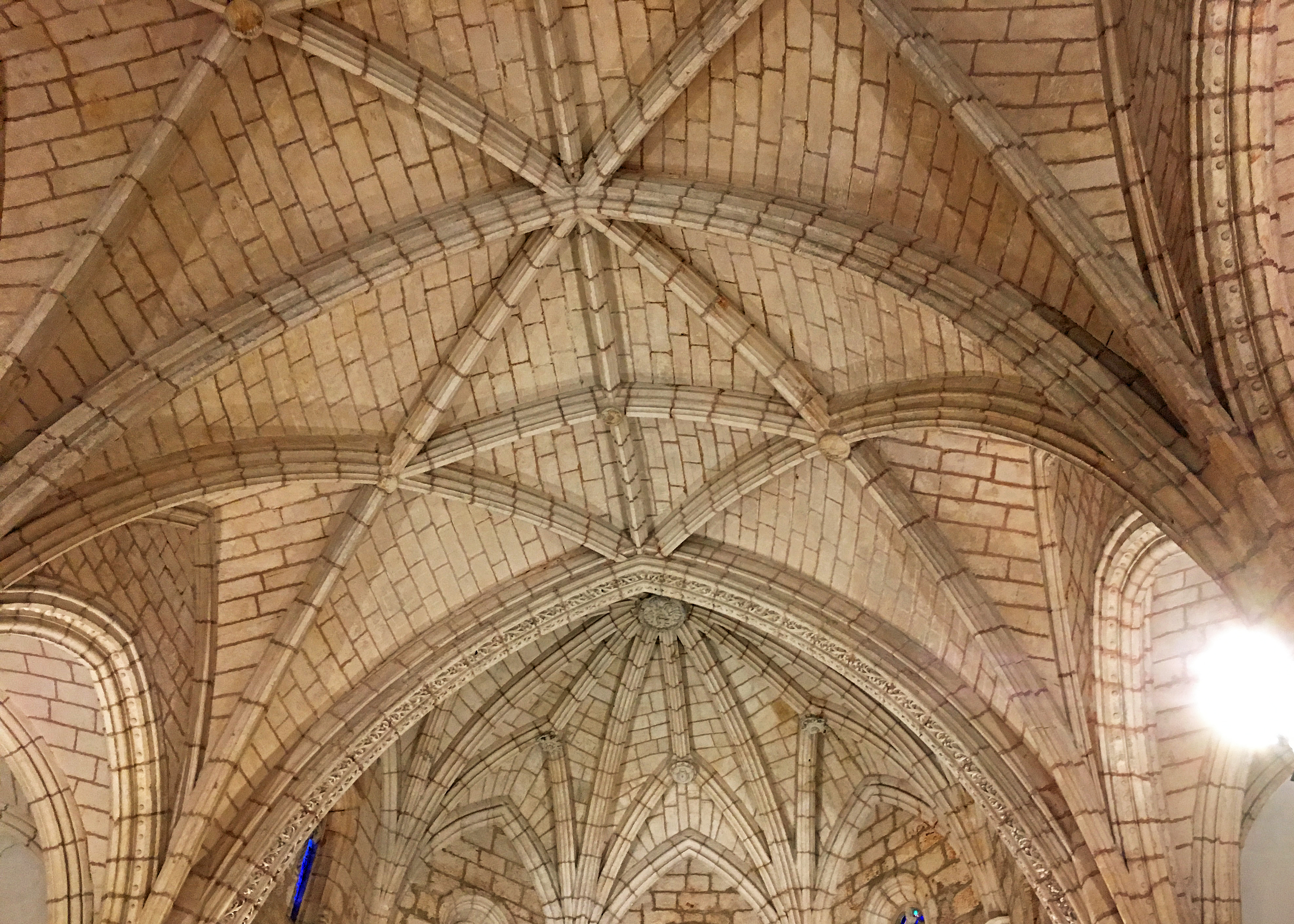
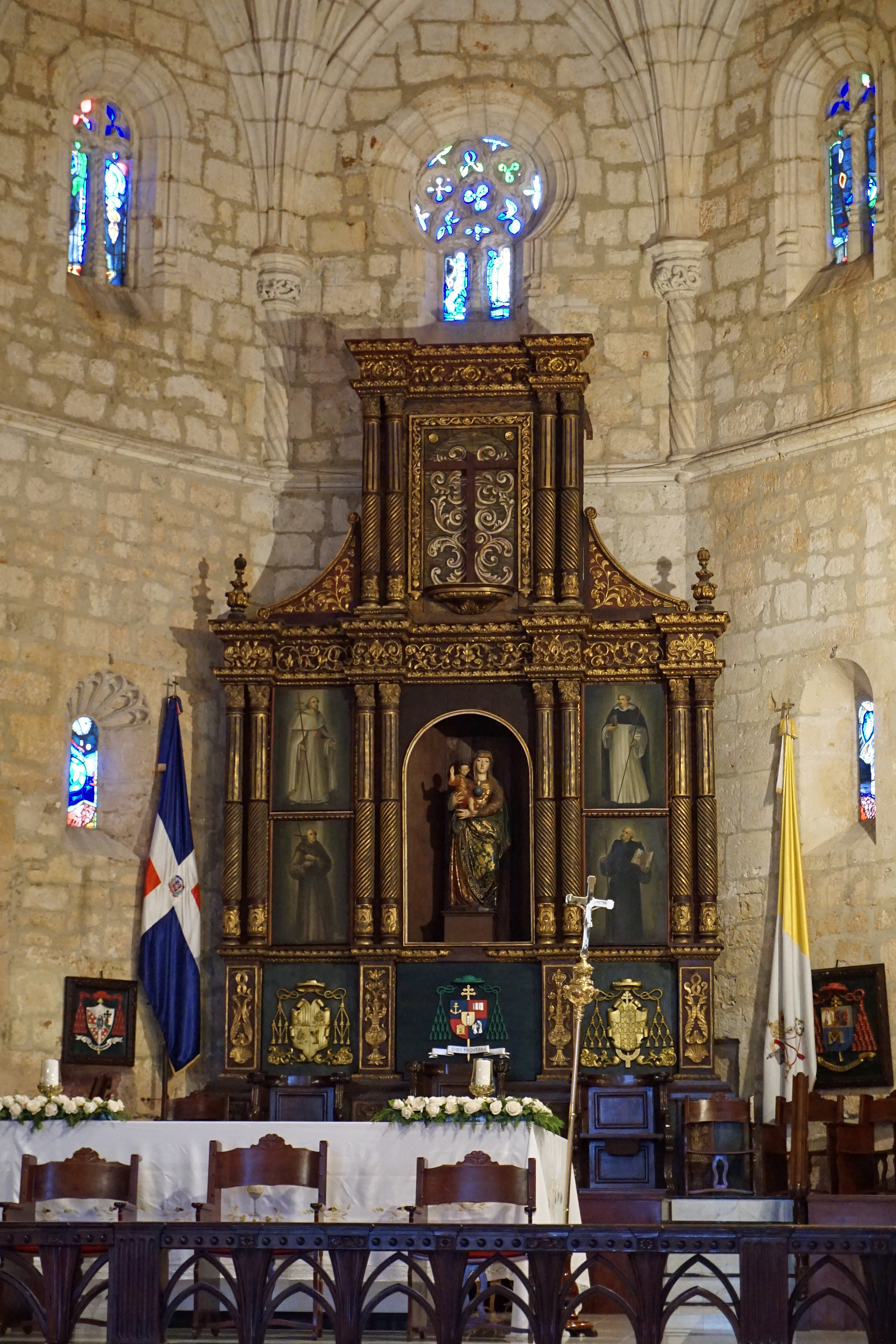

肉身成道圣玛利亚圣殿都主教座堂（Catedral de Santo Domingo o Basílica Menor de Santa María de la Encarnación）又名美洲主教长主教座堂（Catedral Primada de América）位于圣多明各殖民城，介于梅里诺总主教街（Calle Arzobispo Merino）和伊莎贝拉街（Calle Isabel la Católica）之间，靠近哥伦布公园（Parque Colon）。它是美洲第一座也是最古老的主教座堂，始建于1504年，于1550年竣工。 它是天主教圣多明各总教区的主教座堂。由于该主教座堂是新世界建立的第一个天主教教区和最古老的主教座堂，圣多明各总主教享有“美洲主教长”的称号。
主教座堂为哥特式建筑风格， 。正立面用金黄色的珊瑚石灰岩砌筑。这座建筑还有一个宝库，收藏有优秀的古代木雕、家具、墓碑、白银和珠宝。

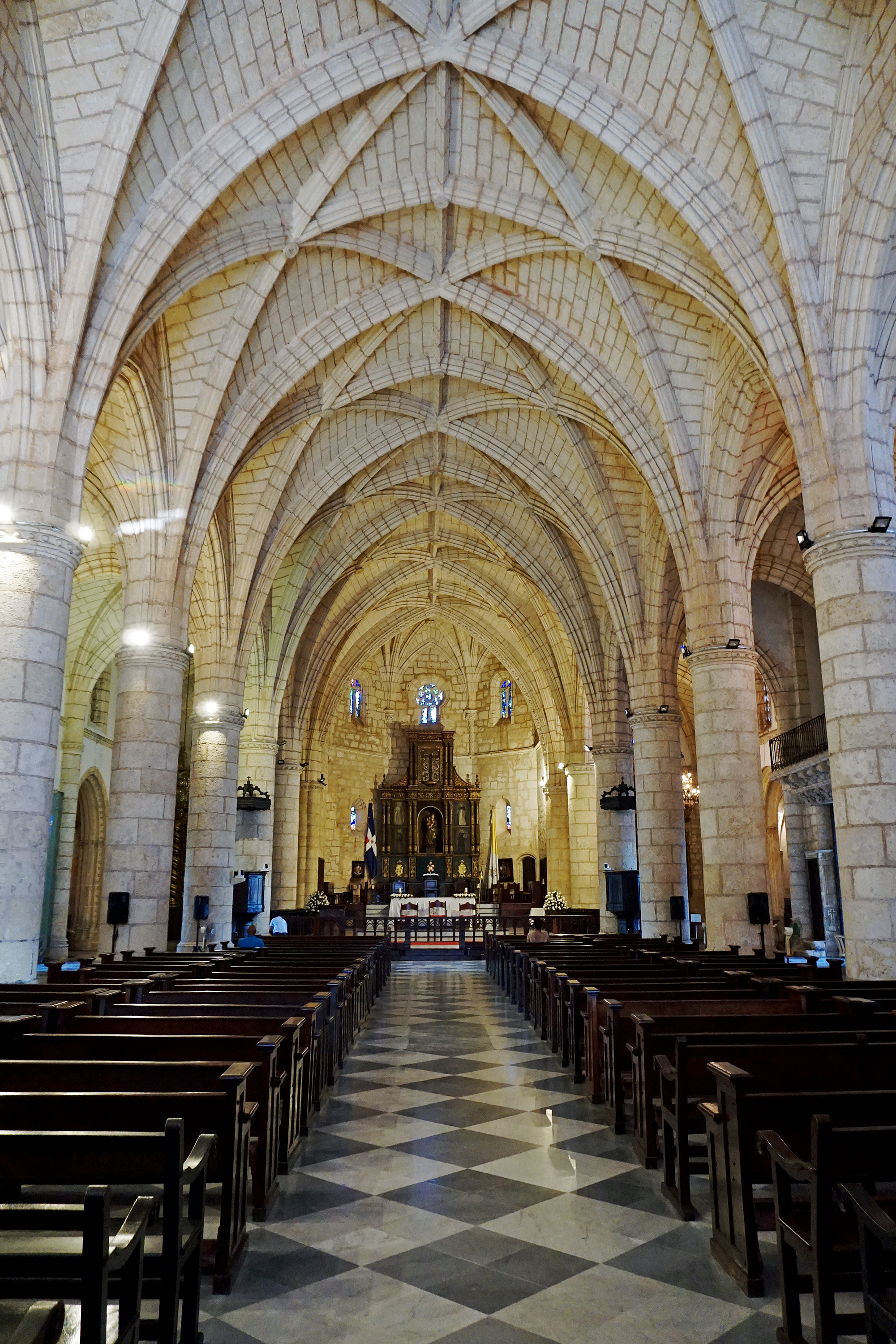
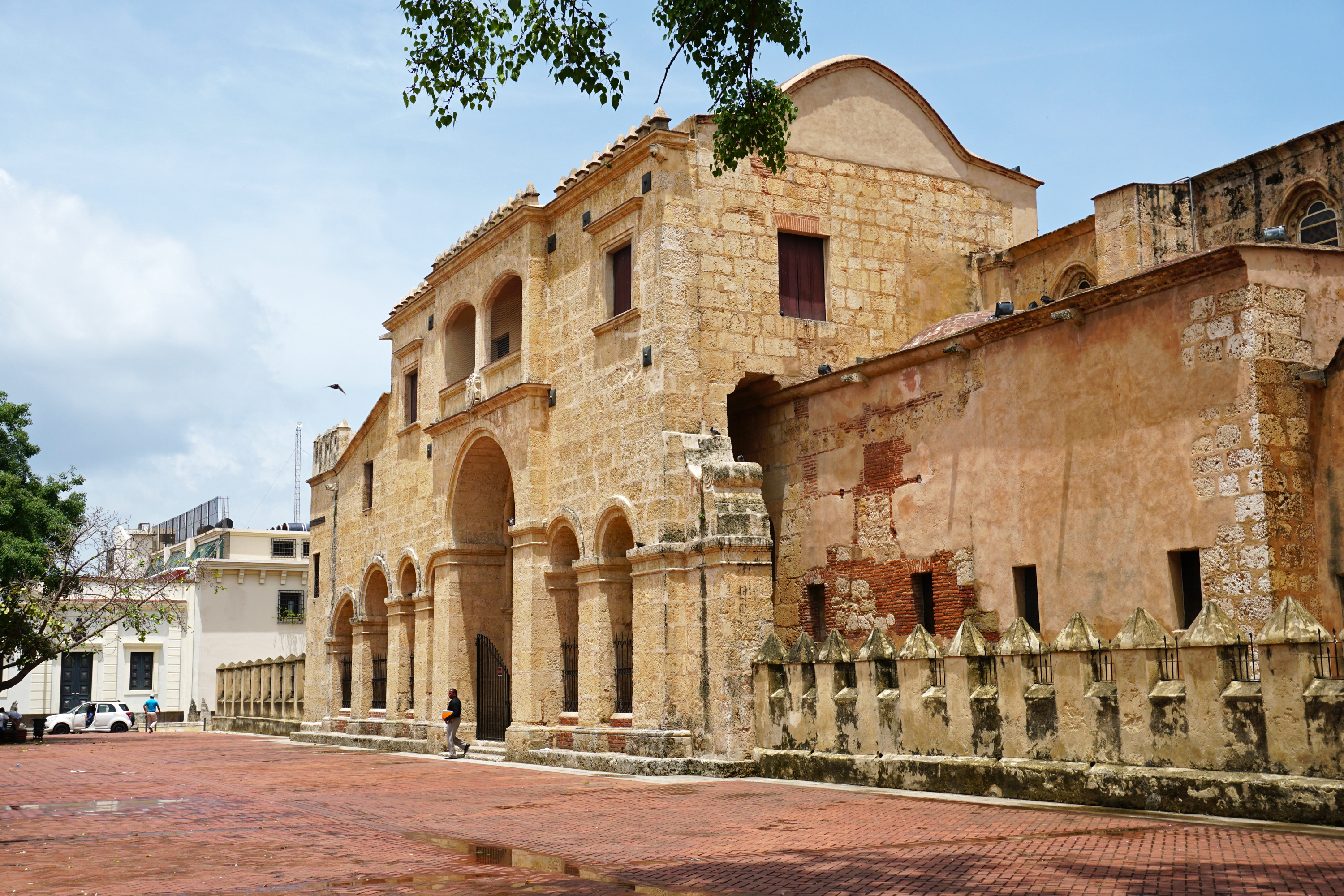
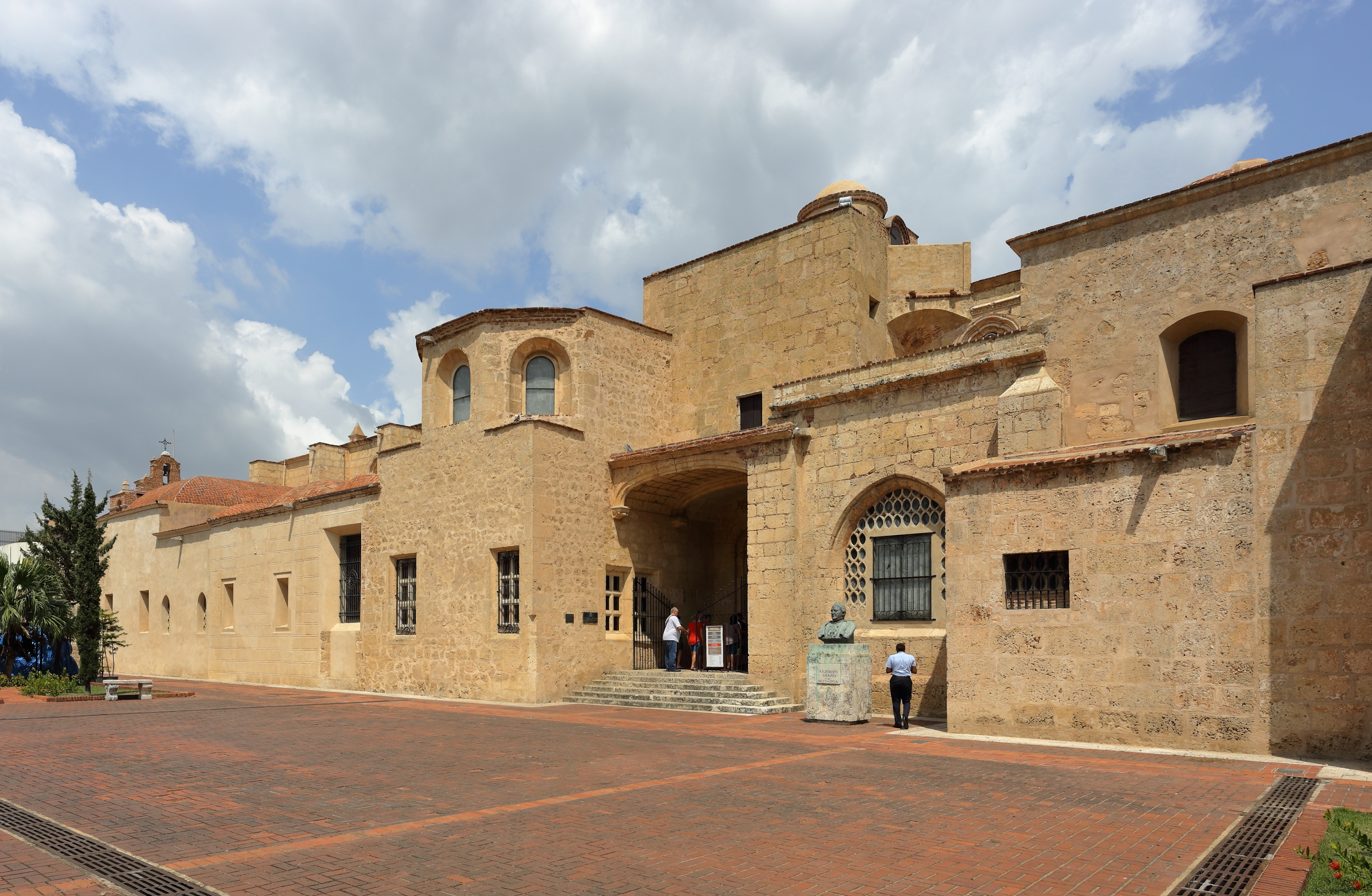
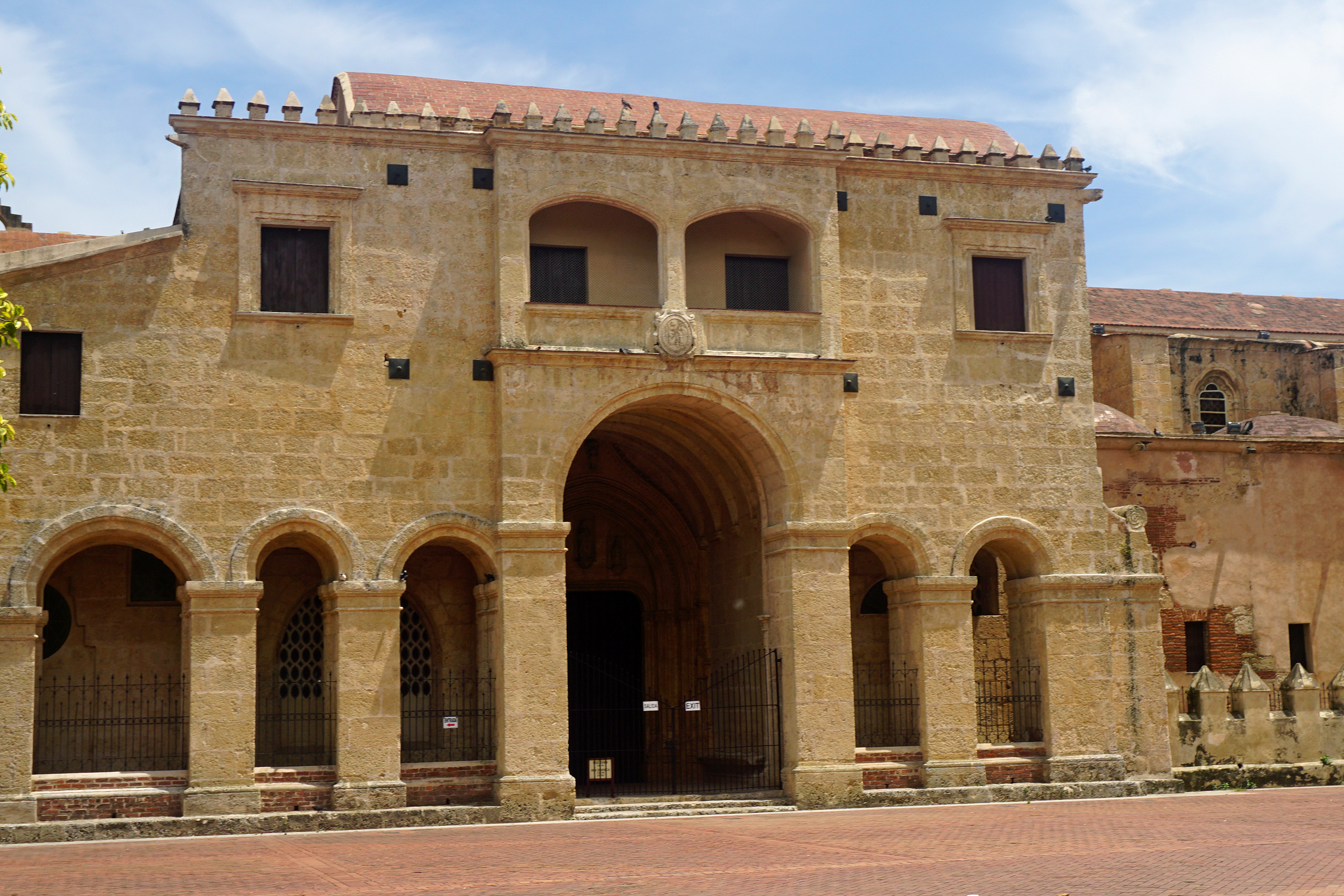
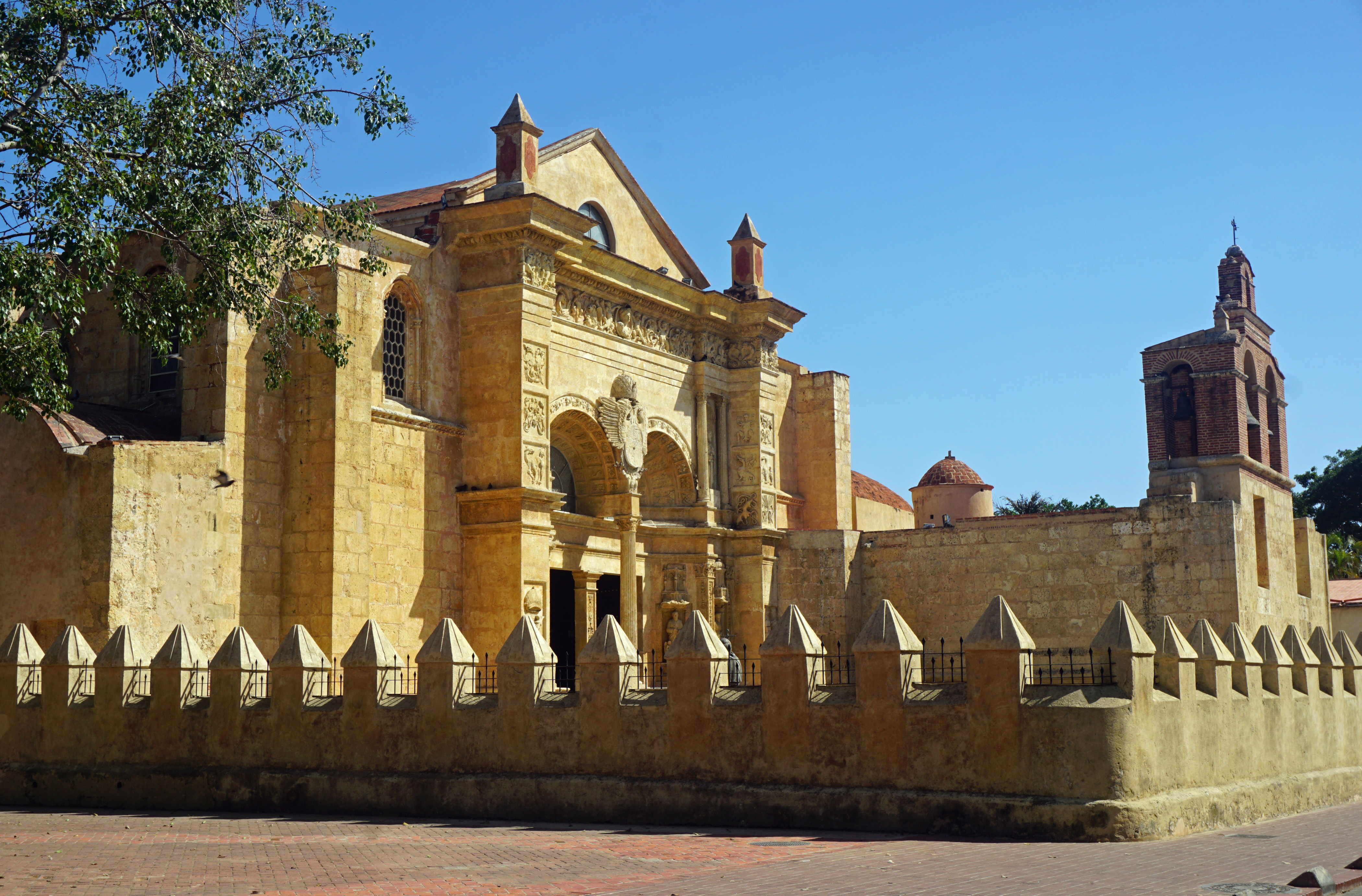
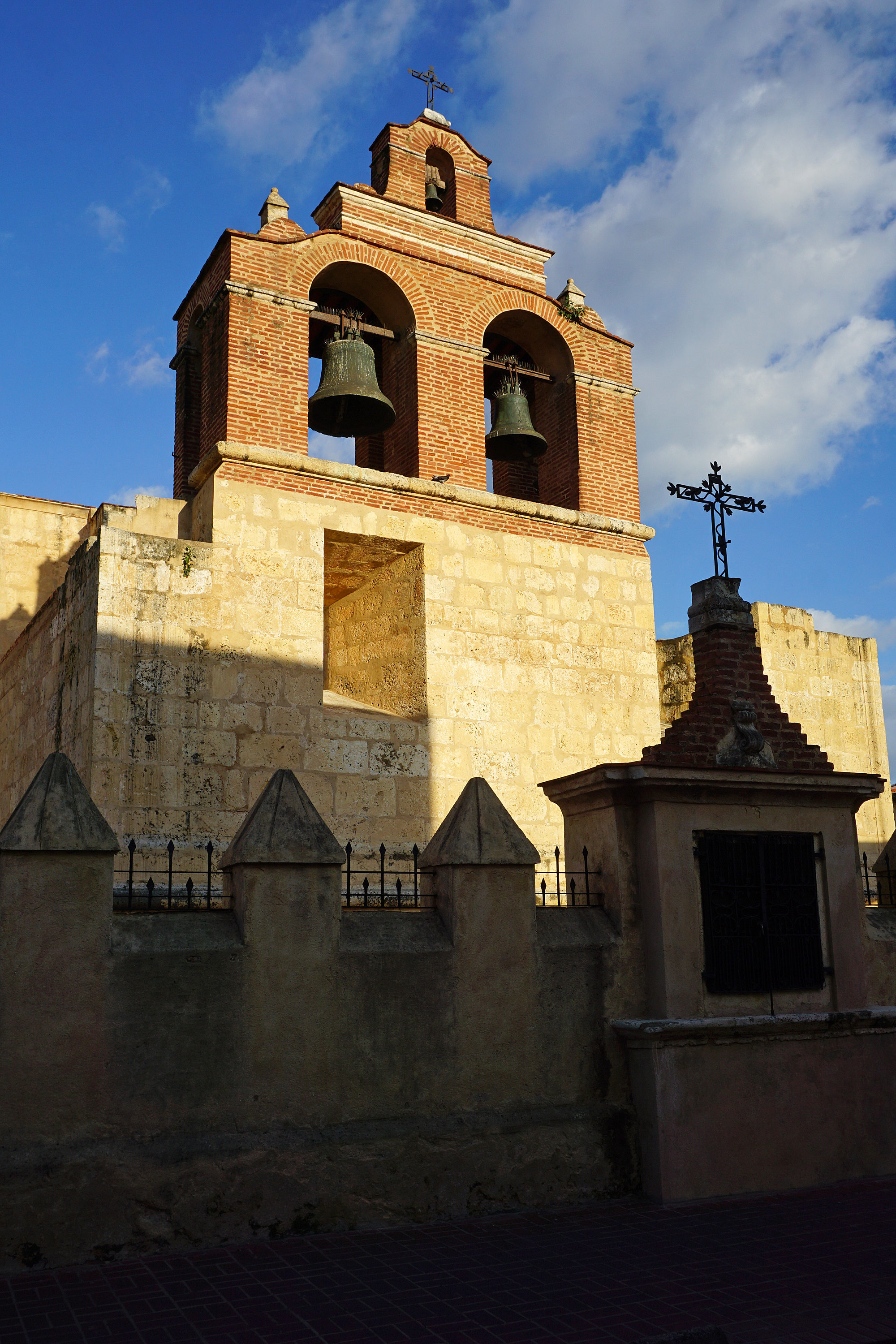
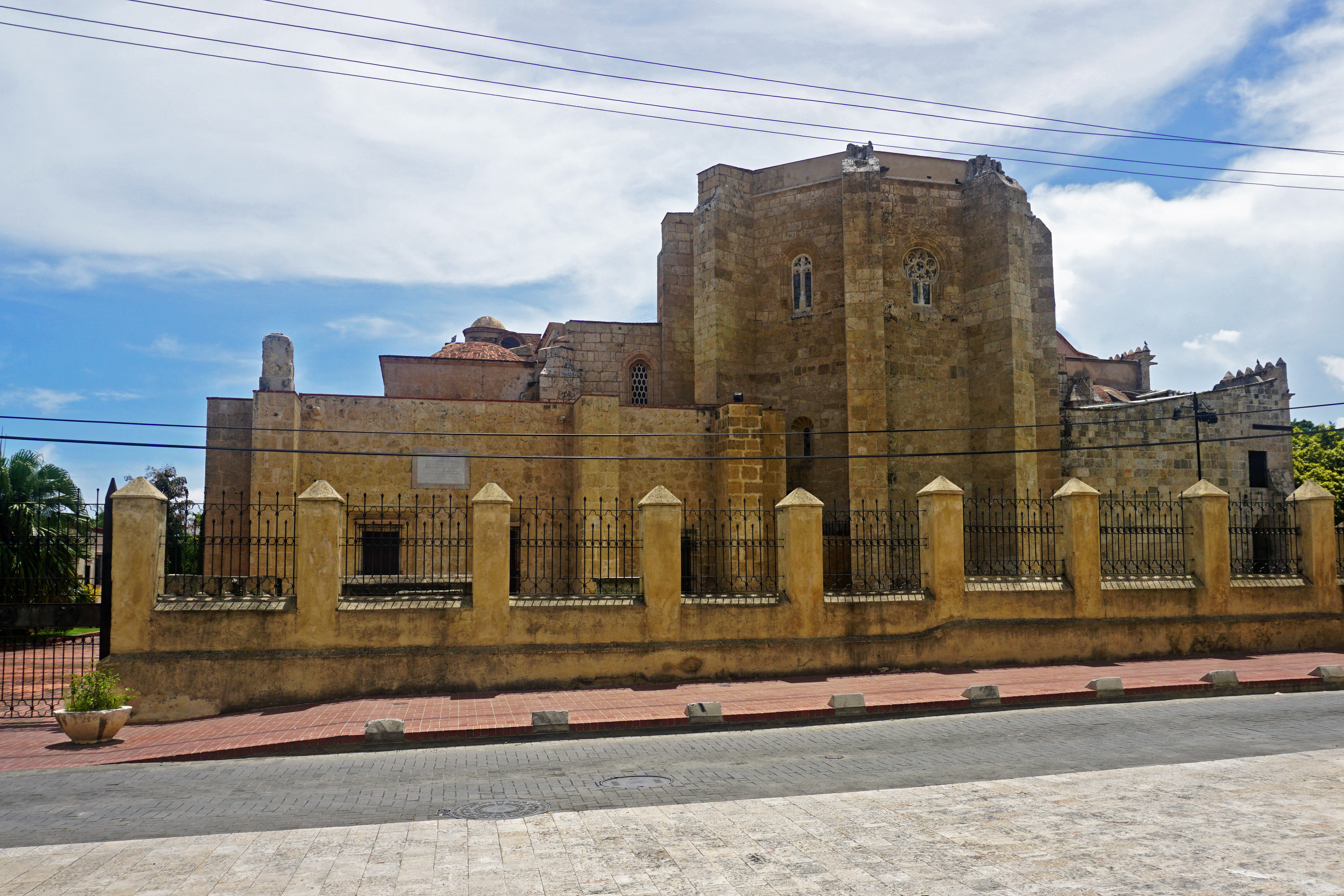
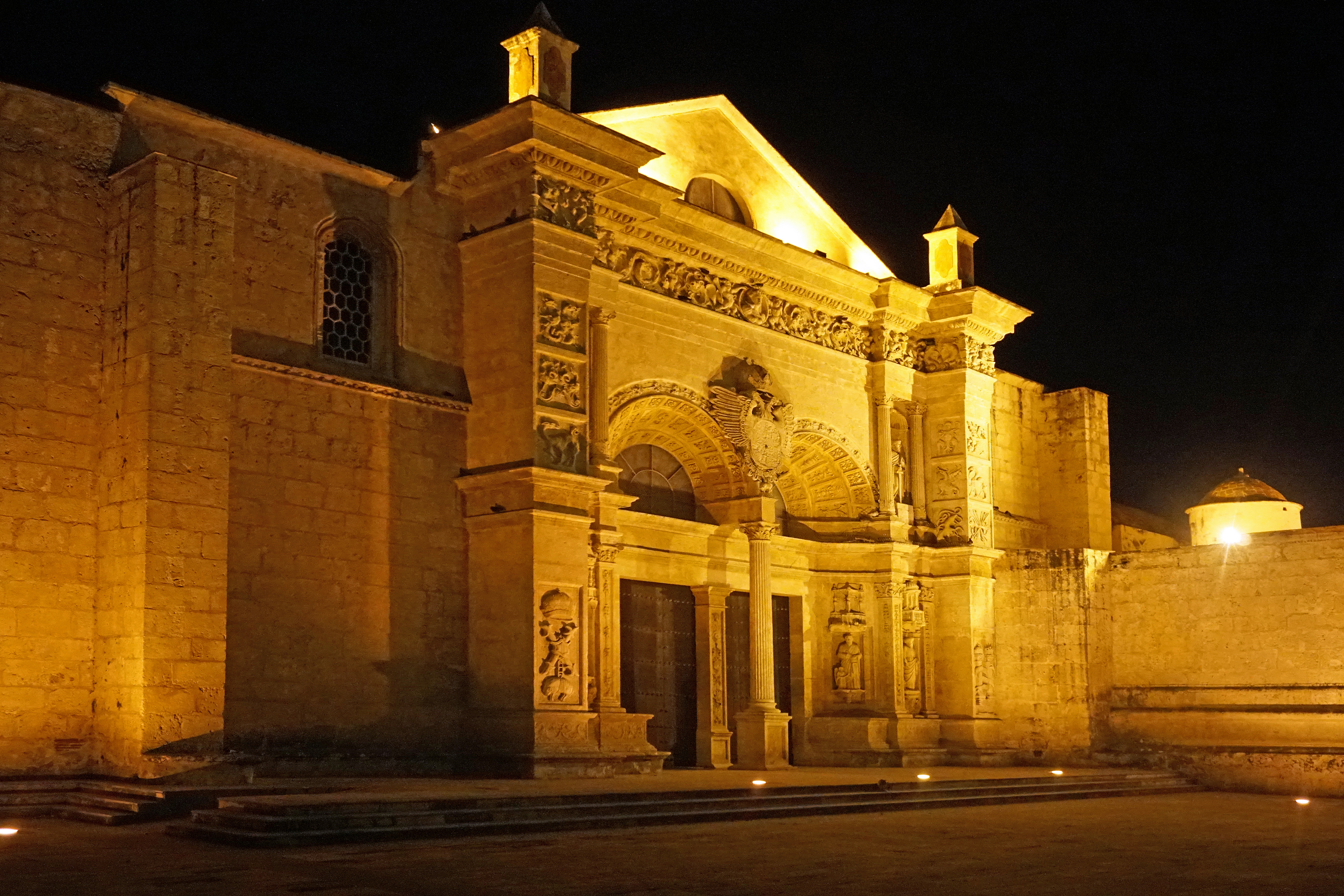
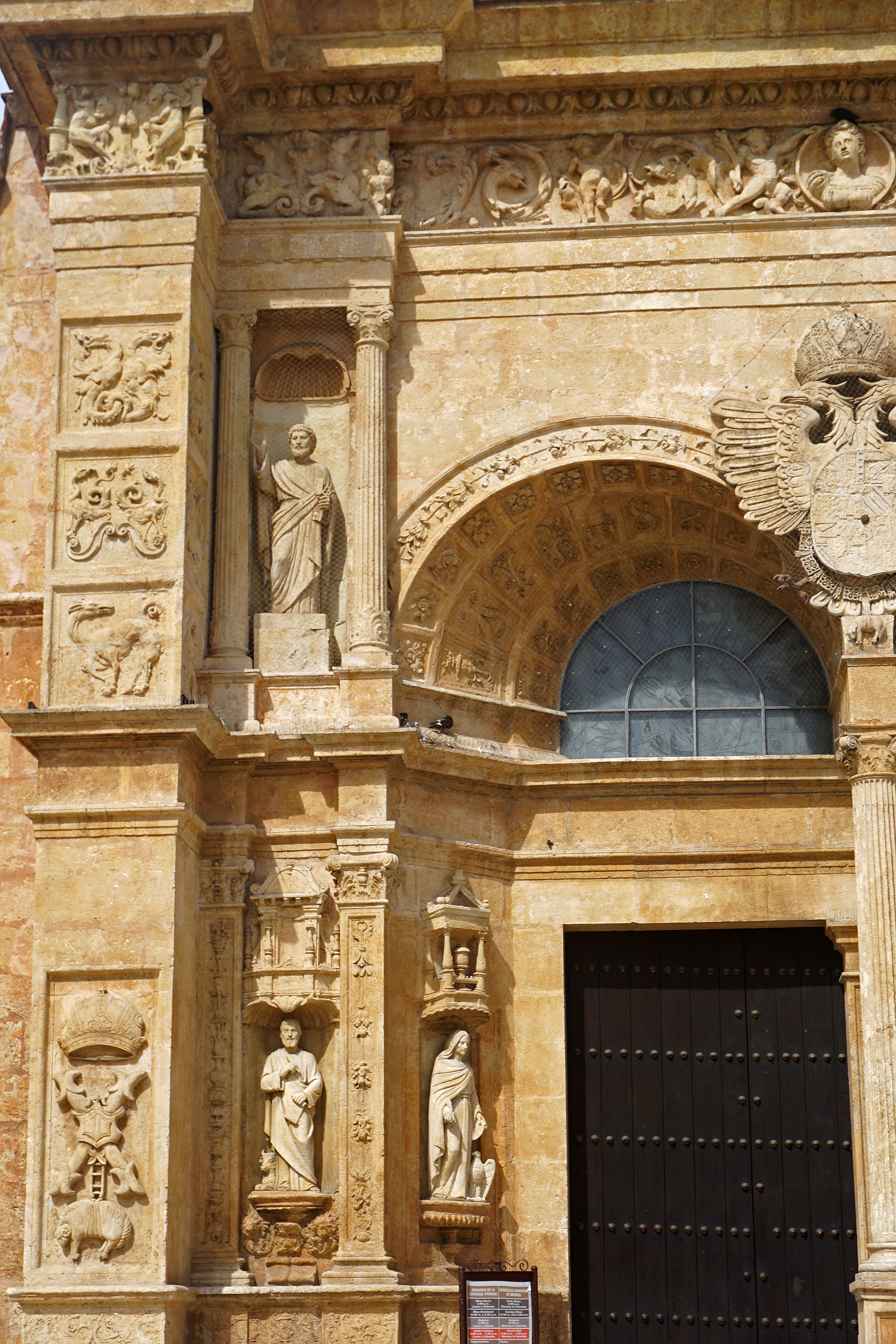
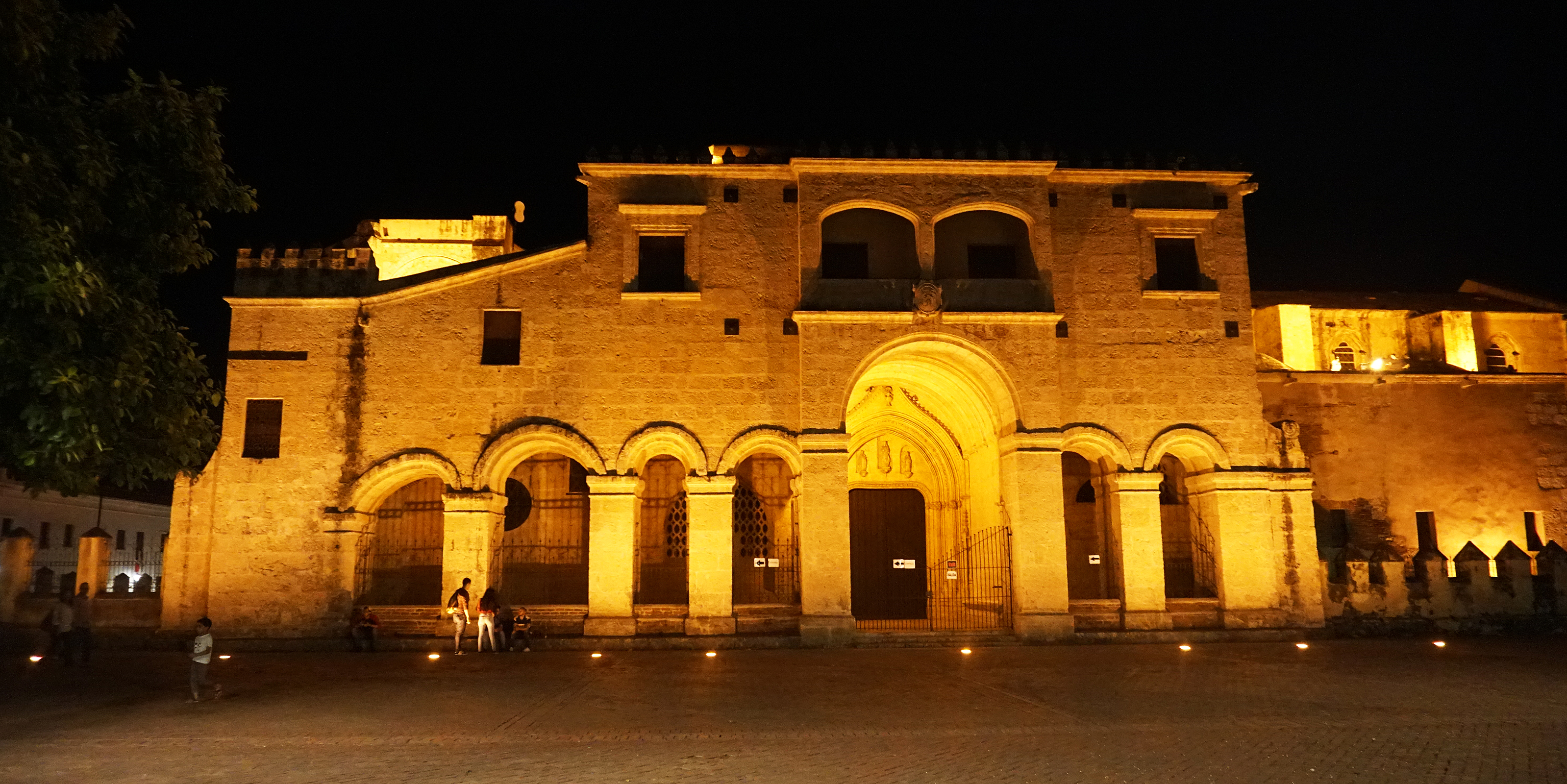
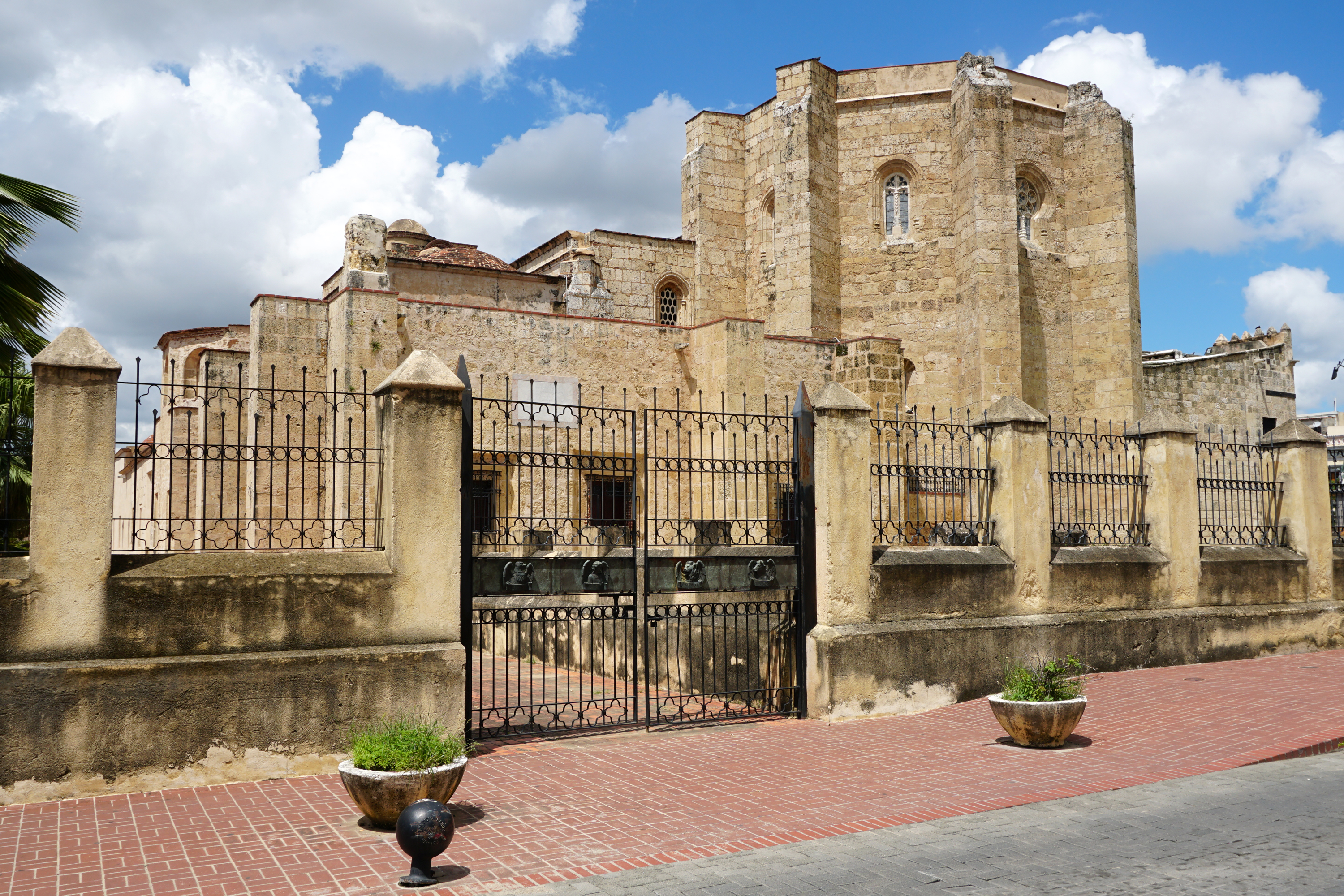
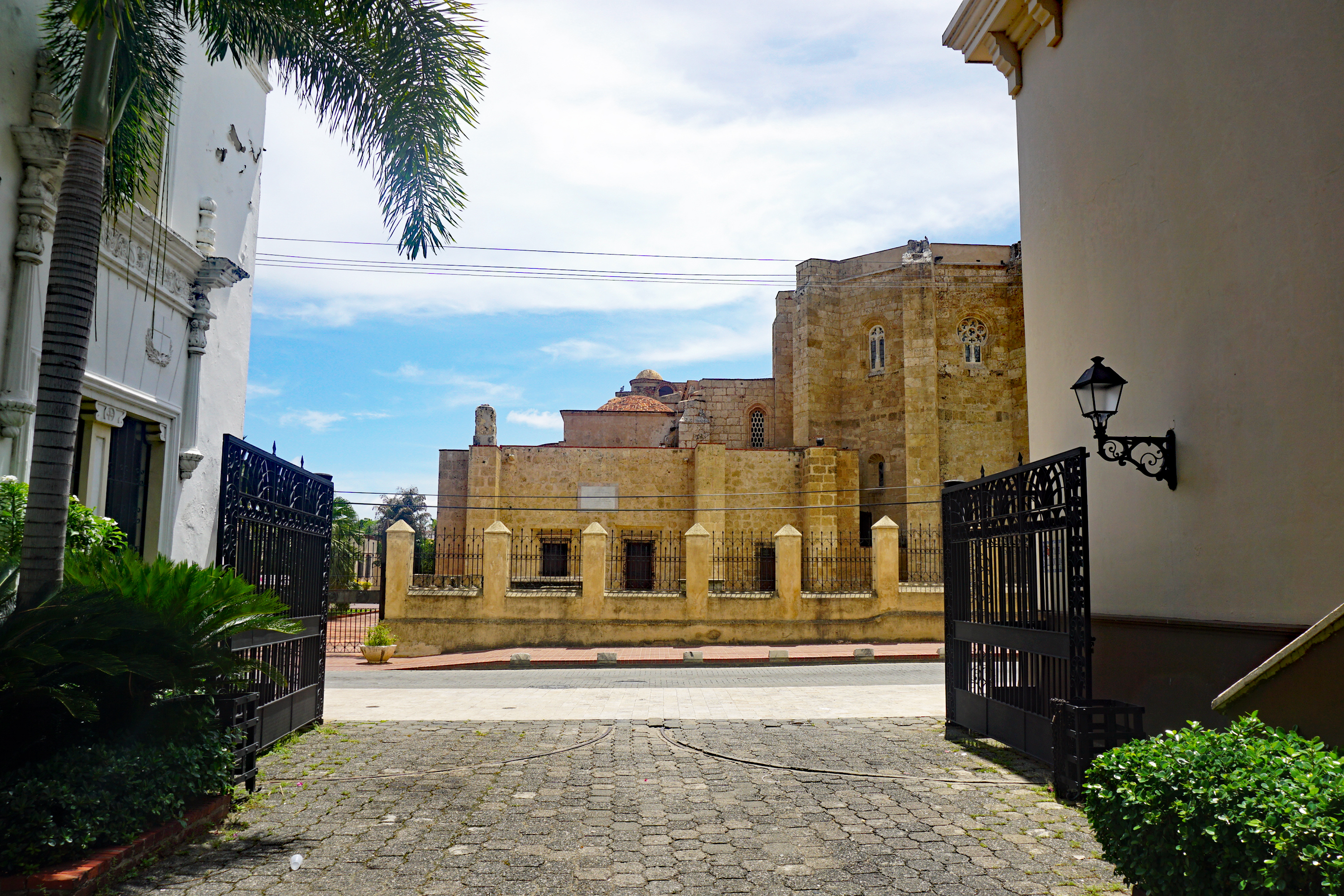
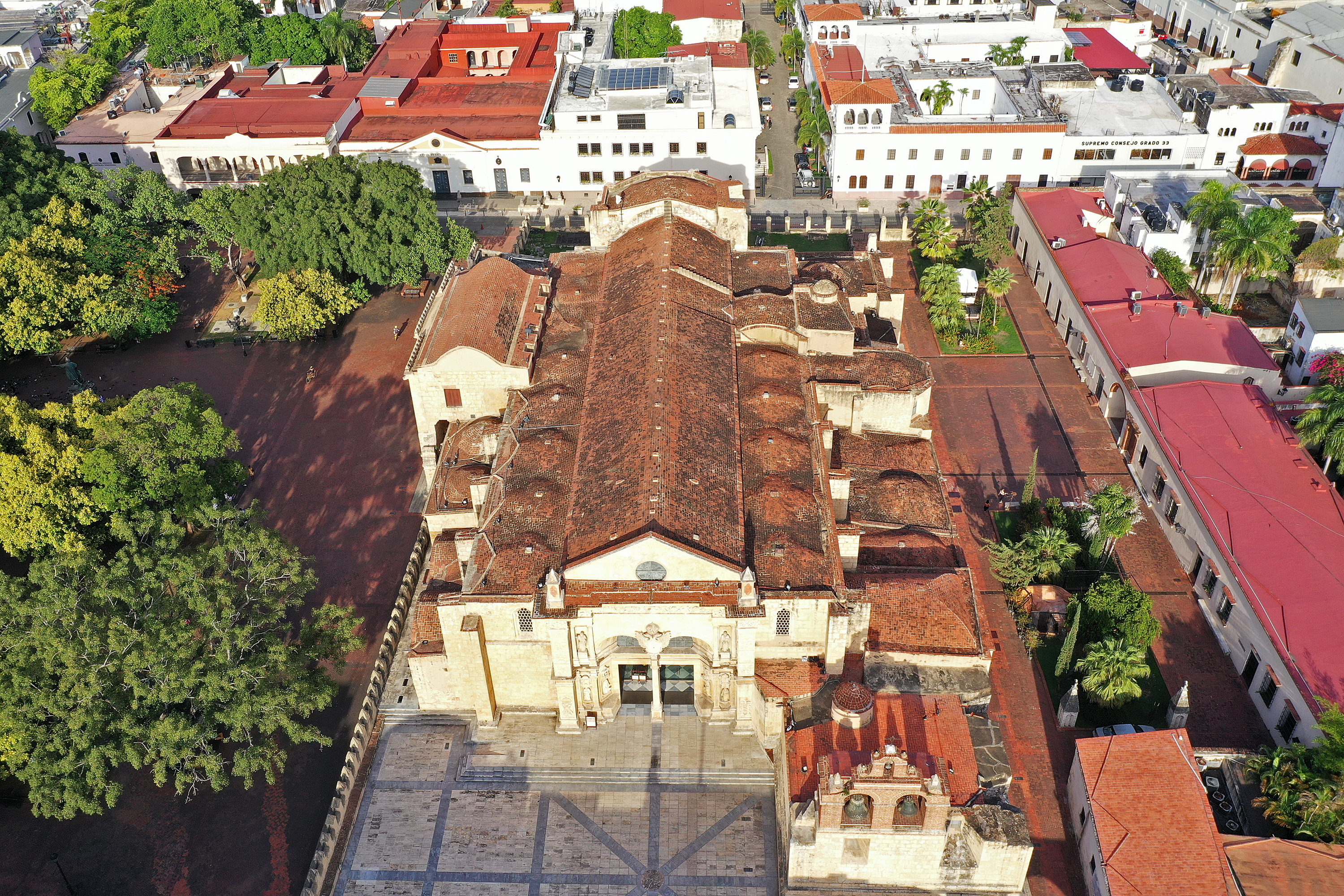